# Canadian Albums Chart
Canadian Albums Chart je službena lista najprodavanijih albuma u Kanadi. Lista nastaje svake srijede prema mjerenju Nielsen SoundScan, a objavljuje se u četvrtak pod Jam! (kanadskim internetskim pretraživačem) zajedno s listom Canadian Singles Chart i kanadskom BDS airplay listom.
Lista sadrži 200 mjesta, ali Jam! objavljuje samo prvih 100. Za razliku od kanadske liste singlova (Canadiam Singles Chart) koja nazaduje, ova lista ostaje najpouzdaniji izvor popularnosti i prodaje albuma u Kanadi.

## Vanjske poveznice
- Trenutna lista najprodavanijih albuma